# Francisco Alonso Argüello

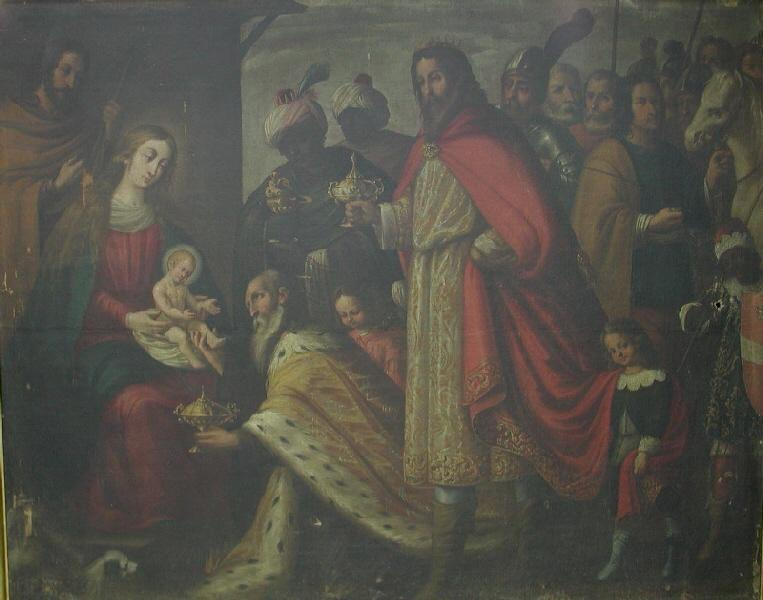
Adoración de los Reyes, óleo sobre lienzo, 182 x 223,50 cm, Museo de Bellas Artes de Granada.

Francisco Alonso Argüello (fallecido en 1664) fue un pintor barroco español de la llamada escuela granadina de pintura.
Modesto pintor en quien se advierten influencias de la pintura flamenca recibidas a través de estampas, es conocido principalmente como maestro de Juan de Sevilla, el más capacitado de los maestros granadinos hasta la llegada a la ciudad de Alonso Cano. También estuvo relacionado con Miguel Jerónimo de Cieza, habiendo actuado como padrino de uno de sus hijos. A su nombre se documentan los retratos orantes de los Reyes Católicos en medio punto, pintados en 1649 para la capilla de Nuestra Señora de la Antigua de la catedral de Granada, para la que ya en 1631 había concertado la pintura de grandes escudos en lienzo con las armas imperiales para colocar sobre los retablos. Una Epifanía o Adoración de los Reyes Magos de dudosa atribución para Manuel Gómez-Moreno, conservada en el Museo de Bellas Artes de Granada, contendría en opinión de Emilio Orozco un autorretrato del pintor en la figura del palafrenero.